# 경호안전교육원
경호안전교육원(警護安全敎育院)은 대한민국 대통령경호처의 소속기관이다. 2006년 11월 15일 발족하였으며, 원장은 경호이사관으로 보한다.

## 소관 사무
- 경호안전관리 관련 학술연구 및 장비개발
- 대통령경호처 직원에 대한 교육
- 국가 경호안전 관련 분야에 종사하는 공무원에 대한 수탁교육
- 경호안전 관련 단체에 종사하는 사람에 대한 수탁교육
- 「대통령 등의 경호에 관한 법률」 제16조에 따른 대통령경호안전대책위원회 관련 기관 소속 공무원 및 처장이 필요하다고 인정하는 사람에 대한 수탁교육
- 그 밖에 국가 주요 행사 안전관리 분야에 관한 연구·조사 및 관련 기관에 대한 지원

## 연혁
- 2006년 1월 2일: 대통령경호실의 하부조직으로 훈련원 설치.[3]
- 2006년 11월 15일: 경호안전교육원으로 개편.[4]
- 2008년 2월 29일: 대통령실 경호처 소속으로 변경.[5]
- 2013년 3월 23일: 대통령경호실 소속으로 변경.[6]
- 2017년 7월 26일: 대통령경호처 소속으로 변경.[7]